# Mansión de Mazsalaca
La Mansión de Mazsalaca, también llamada Valtenberga o Valtenberģi, es una casa señorial en la región histórica de Vidzeme, en el norte de Letonia. Fue construida antes de 1780 en estilo clásico alemán. Gravemente dañada por un fuego en 1905, el tejado en mansarda fue reparado en 1911 para conservar el resto de la estructura. La restauración fue finalmente completada después de 1925, y el edificio ha albergado la escuela secundaria de Mazsalaca desde entonces.